# ラクシュミー 女神転聖
『ラクシュミー 女神転聖』（ラクシュミー めがみてんせい、Waarrior Savitri）は、2016年に公開されたインドのアクション映画。『マハーバーラタ』におけるサヴィトリとサティアヴァンの物語を現代に置き換えた作品で、パラム・ギルが監督を務めた。

## ストーリー
ラージャスターン州ジョードプルに住む少女サヴィトリは、強姦されそうになったところを武術家の僧侶に救われる。彼女は恐怖を克服して強くなりたいと願い、僧侶の元で武術を学ぶ。成長後、彼女は偶然出会ったサティヤと恋に落ち結婚を考えるようになるが、司祭から「結婚すればサティヤが命を落とすことになる」と反対され、彼を慕う父タークルからも結婚を反対されてしまう。しかし、サヴィトリは周囲の反対を押し切りサティヤとの結婚を強行し、彼の生活拠点であるアメリカ合衆国のラスベガスに移住する。
サヴィトリはサティヤと彼の父と3人で暮らし始めるが、その直後からサティヤの身に危険が及ぶようになる。彼女は司祭に連絡を取り助けを求めるが、サティヤが死ぬことは避けられないと告げられる。落胆するサヴィトリの元にヤマ神が現れ、同じようにサティヤは死ぬ運命にあると告げる。サヴィトリはサティヤを狙う男たちを撃退して彼を守る中で、自分が結婚を強行したことでサティヤを危険にさらしていることに思い悩み、彼のために離婚を考えるようになる。そんな中、サティヤの父が命を狙われ、さらにサティヤが乗った車が爆破される。サティヤの父は、高利貸しのマネー・ジョンが父子の土地を奪うために父子の命を狙っていることを伝える。
サヴィトリはサティヤの手術費を手に入れるためマネー・ジョンのパートナーであるキャンディに近付き、彼女の紹介でマネー・ジョンのショーガールとして雇われる。彼女はマネー・ジョンから大金を手に入れた後、キャンディを倒してマネー・ジョンの金庫を爆破する。再びヤマ神に出会ったサヴィトリはサティヤの助命を願い、死を先延ばしにしてもらう。病室に戻ったサヴィトリはマネー・ジョンと遭遇し、サティヤを守るためマネー・ジョンと闘いを始める。2人は屋上で闘いを繰り広げるが、闘いの中で2人は屋上から転落死する。サヴィトリは死後の世界でヤマ神と出会い、サティヤが生きていることを聞かされる。彼女はヤマ神によって現世に戻され、サティヤと再会する。

## キャスト
- サヴィトリ - ニハリカ・ライザダ（英語版）[5]
- サティヤ - ラジャット・バルメチャ（英語版）
- キャンディ - ルーシー・ピンダー
- ヤマ神 - オム・プリ[6]
- サティヤの父 - グルシャン・グローヴァー（英語版）
- 僧侶 - ティム・マン
- マネー・ジョン - ロン・スムーレンバーグ（英語版）
- 司祭 - カルムヴィール・チョーダリー（英語版）
- サヴィトリの友人 - シータル・シャルマ
- タークル - アディティヤ・ラージ・カプール
- 幼少期のサヴィトリ - パラク・J・ジャヴェリ

## 製作

### 撮影
パラム・ギルは2012年インド集団強姦事件に触発され『ラクシュミー 女神転聖』を製作したと語っており、撮影はジョードプル、ムンバイ、ラスベガスで行われた。VFX作業にはインド、アメリカ合衆国、ブルガリアの技術チームが参加した。当初の公開日は2016年7月22日の予定だったが、VFX作業の遅れにより8月25日に変更された。
公開前にはラクシュミーを現代の女性に置き換えたことに対する批判が起き、ラーイプルやルディヤーナーなどのインド各地でギルを模した人形を焼く抗議活動が発生した。ギル本人にも危害を加える旨の脅迫状が届き、ニハリカ・ライザダとルーシー・ピンダーが出席予定だったムンバイのプロモーションイベントも中止された。

### 音楽
作詞・作曲はパラム・ギルが手掛けている。
| #         | タイトル              | 作詞         | 作曲                               | 歌手                                         | 時間  |
| --------- | --------------------- | ------------ | ---------------------------------- | -------------------------------------------- | ----- |
| 1.        | 「Chahat Ki Baarish」 | パラム・ギル | パラム・ギル                       | アーニヤ                                     | 02:45 |
| 2.        | 「Jadon Teri Yaad」   | パラム・ギル | パラム・ギル                       | ウスタード・ラハト・ファテー・アリー・カーン | 03:15 |
| 3.        | 「Heavy Heavy」       | パラム・ギル | パラム・ギル                       | ラブ・ジャンジュア                           | 02:12 |
| 4.        | 「Shake my Booty」    | パラム・ギル | パラム・ギル、ヴィジャイ・ヴェルマ | シャルマニ・コールゲイド                     | 02:49 |
| 5.        | 「Night and Day」     | パラム・ギル | パラム・ギル                       | シャーン、スプリヤー                         | 03:10 |
| 合計時間: | 合計時間:             | 合計時間:    | 合計時間:                          | 合計時間:                                    | 13:34 |

## 評価
ザ・ヒンドゥーのナムラタ・ジョーシーは「この映画で唯一素晴らしい点は、グルシャン・グローヴァーの演技だけだった」と批評している。India.comは「彼（パラム・ギル）のストーリー、脚本、キャラクター描写、アクションシークエンスの全てが上辺だけの作りであり、その結果は退屈で冗長なものです」と批評している。